# Армения на «Евровидении»
Армения на конкурсе песни «Евровидение» участвует с 2006 года. Впервые страна объявила о своем участии на конкурсе в 2005 году, но позже отозвала свою заявку. C 14 апреля 2004 года Армения официально входит в состав Европейского вещательного союза, дебютировав на конкурсе песни «Евровидение-2006», прошедшем в Афинах (Греция), с песней «Без твоей любви» (англ. Without Your Love), которую исполнил Андрэ́. Песня дошла до финала конкурса, прошедшего 20 мая 2006 года, и заняла восьмую позицию, ознаменовав тем самым удачный дебют Армении. В 2011, 2018, и 2019 страна не попала в финал.
Впервые Армения не прошла в финал Евровидения в 2011 году. Представительнице страны Эмми не хватило одного балла, чтобы пройти в финал. После отказа от участия в конкурсе 2012 года, связанного с политическими причинами, Армения подтвердила своё участие в 2013 году.
Всего за 15 лет участия Армения получила 1642 баллов в финале. В полуфинале — 1731 балл.

## Участники
Победитель
     Второе место
     Третье место
     Четвертое место
     Пятое место
     Последнее место
     Автоматический проход в финал
     Не прошла в финал
     Не участвовала или была дисквалифицирована
     Несостоявшееся участие
| Год  | Место проведения | Исполнитель    | Язык                  | Песня               | Перевод                | Финал           | Финал           | Полуфинал               | Полуфинал               |
| Год  | Место проведения | Исполнитель    | Язык                  | Песня               | Перевод                | Место           | Баллы           | Место                   | Баллы                   |
| ---- | ---------------- | -------------- | --------------------- | ------------------- | ---------------------- | --------------- | --------------- | ----------------------- | ----------------------- |
| 2006 | Афины            | Андре          | Английский            | «Without Your Love» | «Без твоей любви»      | 8               | 129             | 6                       | 150                     |
| 2007 | Хельсинки        | Айко           | Английский, армянский | «Anytime You Need»  | «Когда тебе нужно»     | 8               | 138             | Топ-10 предыдущего года | Топ-10 предыдущего года |
| 2008 | Белград          | Сирушо         | Английский, армянский | «Qele, Qele»        | «Давай, давай»         | 4               | 199             | 2                       | 139                     |
| 2009 | Москва           | Сёстры Аршакян | Английский, армянский | «Jan Jan»           | «Джан джан»            | 10              | 92              | 5                       | 99                      |
| 2010 | Осло             | Ева Ривас      | Английский            | «Apricot Stone»     | «Абрикосовая косточка» | 7               | 141             | 6                       | 83                      |
| 2011 | Дюссельдорф      | Эмми           | Английский            | «Boom Boom»         | «Бум Бум»              | Не прошла       | Не прошла       | 11                      | 54                      |
| 2012 | Не участвовала   | Не участвовала | Не участвовала        | Не участвовала      | Не участвовала         | Не участвовала  | Не участвовала  | Не участвовала          | Не участвовала          |
| 2013 | Мальмё           | Dorians        | Английский            | «Lonely Planet»     | «Одинокая планета»     | 18              | 41              | 7                       | 69                      |
| 2014 | Копенгаген       | Арам MP3       | Английский            | «Not Alone»         | «Не один»              | 4               | 174             | 4                       | 121                     |
| 2015 | Вена             | Genealogy      | Английский            | «Face the Shadow»   | «Столкнуться с тенью»  | 16              | 34              | 7                       | 77                      |
| 2016 | Стокгольм        | Ивета Мукучян  | Английский            | «LoveWave»          | «Волна любви»          | 7               | 249             | 2                       | 243                     |
| 2017 | Киев             | Арцвик         | Английский            | «Fly with Me»       | «Лети со мной»         | 18              | 79              | 7                       | 152                     |
| 2018 | Лиссабон         | Севак Ханагян  | Армянский             | «Qami»              | «Ветер»                | Не прошёл       | Не прошёл       | 15                      | 79                      |
| 2019 | Тель-Авив        | Србук          | Английский            | «Walking Out»       | «Выходя»               | Не прошла       | Не прошла       | 16                      | 49                      |
| 2020 | Роттердам        | Атена Манукян  | Английский            | «Chains On You»     | «Цепи на тебе»         | Конкурс отменён | Конкурс отменён | Конкурс отменён         | Конкурс отменён         |
| 2021 | Не участвовала   | Не участвовала | Не участвовала        | Не участвовала      | Не участвовала         | Не участвовала  | Не участвовала  | Не участвовала          | Не участвовала          |
| 2022 | Турин            | Роза Линн      | Английский            | «Snap»              | «Щелчок пальцев»       | 20              | 61              | 5                       | 187                     |
| 2023 | Ливерпуль        | Brunette       | Английский, армянский | «Future Lover»      | «Будущий возлюбленный» | 14              | 122             | 6                       | 99                      |
| 2024 | Мальмё           | Ladaniva       | Армянский             | «Jako» (Ժակո)       | «Жако»                 | 8               | 183             | 3                       | 137                     |
| 2025 | Базель           | Парг           | Английский            | «SURVIVOR»          | «Выживший»             | 20              | 72              | 10                      | 51                      |

## «Евровидение-2009»
В первом полуфинале конкурса «Евровидение-2009», прошедшего в Москве, в видеозаставке перед выступлением представителей Армении среди архитектурных памятников был показан находящийся на въезде в Степанакерт (Ханкенди) (город в Нагорном Карабахе) монумент «Мы — наши горы» за авторством народного художника Армянской ССР скульптора Саргиса Багдасаряна.
Несмотря на то, что в видеозаставке Азербайджана среди архитектурных памятников также был продемонстрирован расположенный в другом государстве (Мавзолей поэтов находится в городе Тебриз, административном центре провинции Ирана Восточный Азербайджан, имеющей преимущественно азербайджанское население), МИД Азербайджана обратился в оргкомитет конкурса с жалобой на использование монумента «Мы — наши горы» и в финале из армянской заставки соответствующий фрагмент был вырезан. Тем не менее изображение монумента всё-таки присутствовало в трансляции финала: на заднем плане на плакате и на обратной стороне папки в руках Сирушо, объявлявшей результаты голосования в Армении.
- Азербайджанское телевидение

Согласно сообщению Общественного телевидения Армении во время трансляции финала конкурса в Азербайджане, азербайджанское телевидение не показывало номер телефона, по которому можно было отдать свой голос за исполнительниц из Армении. В связи с этим, в оргкомитет конкурса «Евровидение-2009» была направлена соответствующая жалоба с требованием наказания азербайджанского вещателя. Общественное телевидение Азербайджана факт сокрытия номера опровергло.
- Министерство Национальной Безопасности Азербайджана

В середине августа 2009 года британская газета The Guardian обнародовала данные о том, что все 43 жителя Азербайджана, отдавшие свой голос за армянский дуэт, были вызваны в правоохранительные органы и допрошены. Несмотря на то, что официальные лица сообщили «Би-би-си» о том, что телезрители были приглашены «просто для того, чтобы объяснить» свои голоса, один из допрошенных описал в эфире радио «Свобода» беседу более серьёзно. По словам Ровшана Насирли, на него оказывалось психологическое давление: «У Вас нет чувства этнической гордости. Как Вы могли проголосовать за Армению?». Согласно ему за Армению он отдал голос, так как посчитал, что её песня звучала более азербайджанской, чем в выступлении самого Азербайджана.

## «Евровидение 2012»
Хотя ранее Арменией было подтверждено участие в конкурсе, в рамках которого она должна была выступить во втором полуфинале 24 мая, 7 марта 2012 года Общественная телекомпания Армении официально отказалось от участия. Общественное телевидение Армении выступило с заявлением, в котором объяснило причины отказа враждебным отношением к армянам в Азербайджане. Исполнительный продюсер конкурса норвежец Йон Олу Санд выразил разочарование по поводу отказа Армении. В мае 2012 года компания-организатор конкурса заявила, что Армения должна будет полностью оплатить стоимость участия в конкурсе, а также внести 50 % суммы в порядке штрафа, так как срок для отказа от участия истек в декабре 2011 года. Кроме того, общественное телевидение Армении должно будет показать финал конкурса «в прямом эфире и без перерывов», а в случае отказа страна «может лишиться права участвовать в 2013 году в конкурсе».

## Голоса за Армению

### Баллы, полученные Арменией
| Позиция | Страна     | Баллы |
| ------- | ---------- | ----- |
| 1       | Грузия     | 125   |
| 2       | Франция    | 117   |
| 3       | Россия     | 91    |
| 4       | Нидерланды | 66    |
| 5       | Испания    | 65    |

## Голоса Армении
| Страна               | 2006 | 2007 | 2008 | 2009 | 2010 | 2011 | 2013 | 2014 | 2015 | 2016 | 2017 | 2018 | 2019 | 2022 | Всего |
| -------------------- | ---- | ---- | ---- | ---- | ---- | ---- | ---- | ---- | ---- | ---- | ---- | ---- | ---- | ---- | ----- |
| Австрия              | —    | —    | —    | —    | —    | 3    | —    | 0    | 0    | 4    | 1    | 7    | —    | —    | 15    |
| Австралия            | —    | —    | —    | —    | —    | —    | —    | —    | 1    | 5    | 0    | 2    | 1    | 0    | 9     |
| Албания              | —    | —    | 0    | 0    | 0    | —    | —    | —    | 0    | —    | —    | 0    | 0    | —    | 0     |
| Андорра              | —    | —    | —    | —    | —    | —    | —    | —    | —    | —    | —    | —    | —    | —    | 0     |
| Азербайджан          | —    | —    | 0    | 1    | 0    | 0    | 0    | 0    | 0    | 0    | 0    | —    | 0    | 0    | 1     |
| Беларусь             | -    | 10   | —    | —    | 0    | —    | 5    | 8    | —    | —    | 0    | —    | 1    | —    | 24    |
| Бельгия              | —    | —    | —    | —    | 0    | —    | 0    | —    | 4    | 4    | 5    | —    | —    | 0    | 13    |
| Болгария             | —    | 4    | —    | —    | —    | —    | —    | —    | —    | 7    | 7    | 0    | —    | —    | 18    |
| Босния и Герцеговина | 5    | 1    | 0    | 0    | 0    | 0    | —    | —    | —    | —    | —    | —    | —    | —    | 6     |
| Великобритания       | 0    | 0    | 0    | 7    | 0    | 2    | 0    | 0    | 0    | 0    | 4    | 0    | 2    | 1    | 16    |
| Венгрия              | —    | 0    | —    | —    | —    | 0    | 0    | 0    | 0    | 3    | 0    | 0    | —    | —    | 3     |
| Германия             | 0    | 0    | 0    | 0    | 0    | 0    | 0    | 6    | 0    | 0    | 0    | 5    | 0    | 0    | 11    |
| Греция               | 8    | 8    | 8    | 10   | 3    | 7    | 8    | 7    | 5    | —    | 11   | —    | 0    | 5    | 80    |
| Грузия               | —    | 5    | 10   | —    | 12   | 10   | 10   | —    | 10   | 18   | —    | —    | —    | —    | 75    |
| Дания                | 0    | —    | 0    | 0    | 5    | 0    | 4    | 1    | —    | —    | 0    | 0    | 0    | —    | 10    |
| Израиль              | 0    | —    | 6    | 0    | 0    | —    | —    | —    | 0    | 0    | 0    | 18   | 0    | —    | 24    |
| Ирландия             | 3    | 0    | —    | —    | 0    | 0    | 0    | —    | —    | —    | —    | 0    | —    | —    | 3     |
| Исландия             | —    | —    | 0    | 5    | 0    | 0    | 0    | 0    | —    | —    | —    | —    | 3    | 0    | 8     |
| Испания              | 0    | 0    | 1    | 0    | 7    | 0    | 0    | 2    | 0    | 3    | 0    | 0    | 0    | 20   | 33    |
| Италия               | —    | —    | —    | —    | —    | 6    | 1    | 0    | 6    | 0    | 6    | 3    | 15   | 10   | 47    |
| Кипр                 | —    | —    | —    | —    | 0    | —    | —    | —    | 0    | 12   | 19   | 19   | 0    | —    | 50    |
| Латвия               | 0    | 0    | 0    | —    | —    | —    | —    | —    | 2    | 0    | —    | —    | —    | —    | 2     |
| Литва                | 0    | 0    | —    | 0    | —    | 0    | 0    | —    | 0    | 0    | —    | 0    | —    | 2    | 2     |
| Северная Македония   | 7    | 0    | —    | —    | —    | —    | —    | —    | —    | —    | —    | —    | 10   | —    | 17    |
| Мальта               | 0    | —    | —    | 0    | —    | —    | 6    | 0    | —    | 13   | —    | —    | 10   | —    | 29    |
| Молдова              | 0    | 3    | —    | 2    | 0    | 0    | 0    | —    | —    | —    | 14   | 11   | —    | 6    | 36    |
| Монако               | 0    | —    | —    | —    | —    | —    | —    | —    | —    | —    | —    | —    | —    | —    | 0     |
| Нидерланды           | —    | —    | —    | —    | —    | —    | 0    | 4    | —    | 0    | 0    | 3    | 16   | 4    | 27    |
| Норвегия             | 1    | —    | 7    | 8    | 2    | —    | 3    | 0    | 0    | —    | 5    | 7    | 5    | 0    | 38    |
| Польша               | —    | —    | 0    | —    | —    | —    | —    | 0    | 0    | 1    | 0    | —    | —    | 0    | 1     |
| Португалия           | —    | —    | 0    | 0    | 4    | —    | —    | —    | —    | —    | 22   | 0    | —    | 12   | 38    |
| Россия               | 12   | 12   | 12   | 12   | 10   | 8    | 7    | 10   | 12   | 14   | —    | —    | 17   | —    | 126   |
| Румыния              | 4    | 0    | 0    | 0    | 1    | 0    | 0    | 0    | 0    | —    | 2    | —    | —    | 0    | 7     |
| Сан-Марино           | —    | —    | —    | —    | —    | —    | —    | 3    | —    | —    | —    | —    | 0    | —    | 3     |
| Сербия               | —    | 7    | 3    | —    | 0    | 1    | —    | —    | 0    | 0    | —    | 0    | 0    | 6    | 17    |
| Словакия             | —    | —    | —    | —    | —    | —    | —    | —    | —    | —    | —    | —    | —    | —    | 0     |
| Словения             | —    | 0    | —    | —    | —    | 0    | —    | 0    | 0    | —    | —    | —    | 0    | —    | 0     |
| Турция               | 0    | 0    | 0    | 4    | 0    | —    | —    | —    | —    | —    | —    | —    | —    | —    | 4     |
| Украина              | 10   | 6    | 5    | 3    | 8    | 12   | 12   | 0    | —    | 10   | 0    | 4    | —    | 16   | 86    |
| Финляндия            | 0    | 0    | 0    | 0    | —    | 0    | 0    | 0    | —    | —    | —    | 0    | —    | 0    | 0     |
| Франция              | 2    | 2    | 4    | 6    | 6    | 5    | 2    | 0    | 3    | 19   | 11   | 9    | 4    | 7    | 80    |
| Хорватия             | 0    | —    | 2    | 0    | —    | —    | —    | —    | —    | 0    | 0    | —    | —    | —    | 2     |
| Черногория           | —    | —    | —    | —    | —    | —    | —    | 12   | 8    | —    | —    | —    | —    | —    | 20    |
| Чехия                | —    | —    | —    | —    | —    | —    | —    | —    | —    | 1    | —    | 14   | 3    | 0    | 18    |
| Швейцария            | 0    | —    | —    | —    | —    | 0    | —    | 5    | —    | —    | —    | —    | 15   | 0    | 20    |
| Швеция               | 6    | 0    | 0    | 0    | —    | 4    | 0    | 0    | 7    | 2    | 9    | 12   | 14   | 12   | 66    |
| Эстония              | —    | —    | —    | 0    | —    | 0    | 0    | —    | 0    | —    | —    | 2    | 0    | 15   | 17    |

## Галерея
- Айко, Евровидение 2007
- Сирушо, Евровидение 2008
- Ева Ривас, Евровидение 2010
- Dorians, Евровидение 2013
- Арам MP3, Евровидение 2014
- Genealogy, Евровидение 2015
- Ивета Мукучян,  Евровидение 2016
- Арцвик, Евровидение 2017
- Севак Ханагян, Евровидение 2018
- Србук, Евровидение 2019
- PARG, Евровидение-2025

### Комментарии
1. ↑  Содержит фразу на армянском языке.